# Idioma vietnamita
El vietnamita (tiếng Việt, tiếng Việt Nam, o Việt ngữ) es una lengua tonal, antiguamente conocido bajo la dominación francesa como annamita (ver Annam); es el idioma nacional y oficial de Vietnam (Việt Nam). Es la lengua de los vietnamitas (người Việt o người Kinh), que constituyen alrededor de 87 % de la población de Vietnam, y de aproximadamente dos millones de emigrantes vietnamitas, incluyendo una gran parte de los vietnamitas estadounidenses.
Es el segundo idioma de la población minoritaria de Vietnam. Aunque contiene mucho vocabulario proveniente del chino y antes del siglo XX se escribía usando los ideogramas chinos, los lingüistas la consideran una lengua austroasiática. Es la que tiene el mayor número de hablantes: tiene de cuatro a cinco veces más que el camboyano, el segundo idioma austroasiático más hablado.
El vietnamita actualmente usa un alfabeto latino que se caracteriza por la abundancia de signos diacríticos.

## Clasificación
El vietnamita pertenece al grupo viet-muong, de la rama mon-jemer de la familia austroasiática, una familia que también incluye al jemer de Camboya, y varios idiomas tribales y regionales como los idiomas munda, que se hablan en el nordeste de la India, y otros más en el sur de China y al norte de Malasia.
Se considera que el vietnamita pertenece a la superfamilia áustrica (que también incluye las lenguas austronesias como el malayo, el cham, el malgache, el maorí y el hawaiano), aunque se ha discutido la clasificación de la superfamilia áustrica, ya que algunos lingüistas consideran al vietnamita como una lengua aislada.
Tipológicamente es una lengua aislante.

## Historia
Es probable que en el pasado lejano, el vietnamita haya compartido más características con los otros idiomas de la familia austroasiática, como una morfología inflexiva y una variedad más rica de grupos consonánticos, pero estos rasgos actualmente han desaparecido del idioma. Sin embargo, el vietnamita ha estado muy influido por su situación en el área de convergencia lingüística del sudeste asiático, lo que tuvo como resultado la adquisición de características como la morfología aislante y la tonogénesis. Aunque podrían haber existido en el idioma proto-australasiático, han llegado a ser una de las características de los varios idiomas no relacionados filológicamente del sudeste asiático. Por ejemplo, el tailandés (uno de los idiomas tai-kadai), el tsat (un miembro de la familia malayo-polinesia dentro de la austronesia) y el vietnamita desarrollaron tonos como característica fonémica, aunque sus idiomas ancestrales no eran tonales originariamente.
El antepasado del idioma vietnamita se centraba en un principio en la región del río Rojo en lo que hoy es Vietnam del norte, y durante la expansión posterior del idioma y pueblo vietnamita hacia lo que hoy es Vietnam central y Vietnam del sur (por la conquista del reino antiguo Champa y el pueblo camboyana del delta del Mekong, en la vecindad de Ciudad Ho Chi Minh en la actualidad), el vietnamita fue influido lingüísticamente al principio, por los idiomas indios y malayo-polinesios, hasta que el chino empezó a dominar políticamente hacia la mitad del primer milenio antes de la era común.
Con la dominación política china viene la importación radical del vocabulario y la influencia gramatical china. Puesto que el chino fue, durante un período prolongado, el único idioma de la literatura y el gobierno, y también el idioma principal de la clase dirigente en Vietnam, gran parte del léxico vietnamita consiste en Hán Việt, es decir, palabras derivadas del chino. De hecho, mientras que el idioma vernáculo de Vietnam gradualmente ganó prestigio al principio del segundo milenio, el vietnamita siguió escribiéndose usando los caracteres chinos y caracteres locales (ver chữ nôm) que se adaptaron para escribir en  idioma vietnamita, como en el japonés (ver kanji), el coreano, y otros idiomas de los países de la esfera cultural china.
Mientras el contacto con el Occidente crecía, el sistema quốc ngữ de escritura romanizado se fue desarrollando en el siglo XVII por portugueses y otros europeos involucrados en la conversión religiosa y el comercio en Vietnam. Sin embargo, la escritura romanizada no llegó a dominar hasta principios del siglo XX, cuando se generalizó su uso al considerarse que un sistema de escritura más sencillo podía mejorar la educación y la comunicación de la población en general.

## Distribución geográfica

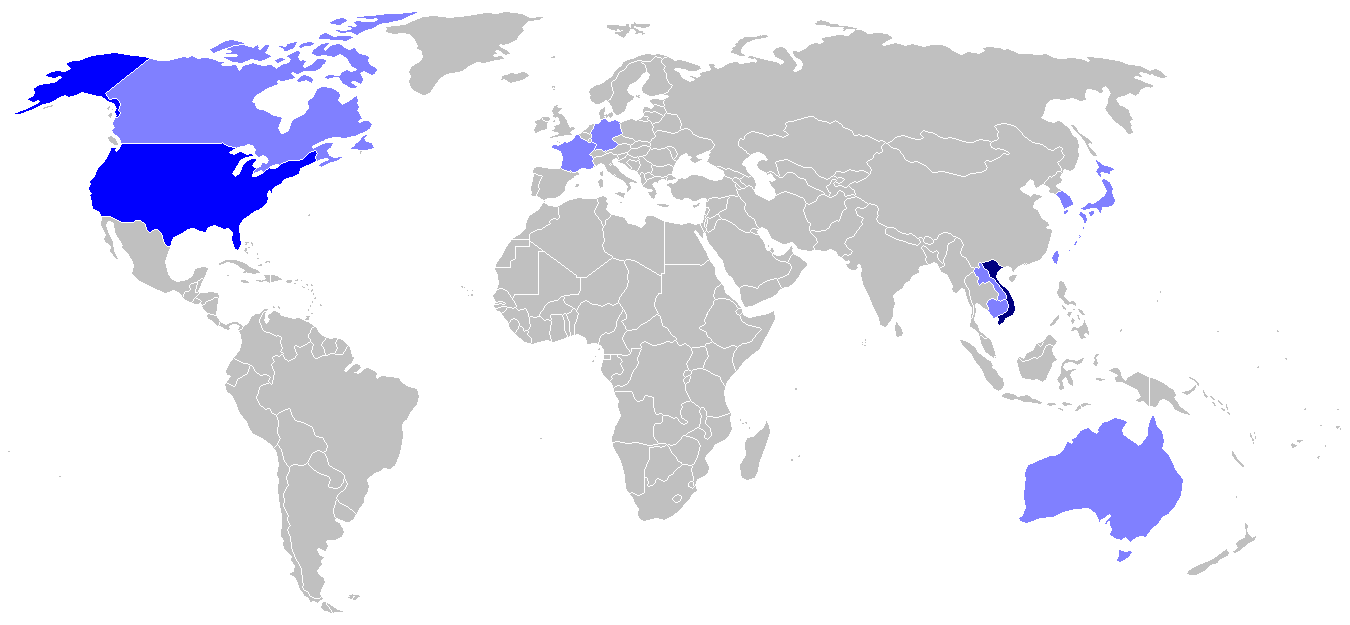
Países con mayor número de hablantes de vietnamita.

De acuerdo con la publicación The Ethnologue, además de en Vietnam, el vietnamita se habla en los siguientes países:
- Alemania
- Australia
- Camboya
- Canadá
- Venezuela
- Colombia
- China
- Costa de Marfil
- México
- Estados Unidos
- Brasil
- Filipinas
- Finlandia
- Ucrania
- Francia
- Argentina
- Laos
- Suecia
- Martinica
- España
- Nueva Caledonia
- Noruega
- Corea del Sur
- República Checa
- Países Bajos
- Rusia
- Reino Unido
- Bolivia
- Senegal
- Japón
- Tailandia
- Bélgica
- Vanuatu
- Paraguay

### Estatus oficial
El vietnamita es el idioma oficial de Vietnam.

### Dialectos

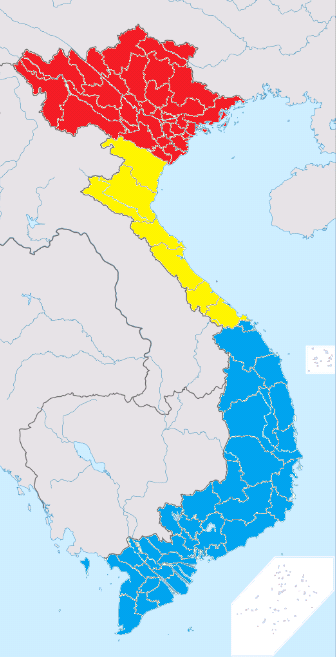
norte
central
sur

Hay varios dialectos inteligibles entre sí (algunos más inteligibles que otros). Los tres dialectos principales son:
| Nombre moderno       | Dialectos regionales                                                                | Nombre anterior |
| -------------------- | ----------------------------------------------------------------------------------- | --------------- |
| Vietnamita del norte | Dialecto de Hanói, otros dialectos del norte: Haiphong y varias formas provinciales | Tonkinés        |
| Vietnamita central   | Dialecto Huế, Dialecto Nghệ An, Dialecto Quảng Nam                                  | Alto anamés     |
| Vietnamita del sur   | Dialecto de Saigón, Dialecto del Mekong (Lejano oeste)                              | Cochinchino     |

Estos dialectos son un poco distintos en cuanto al tono, aunque el dialecto de Huế es marcadamente diferente a los demás. Los tonos hỏi y ngã son más distintos en el dialecto del norte que en el del sur.

## Fonología y fonética

### Vocales
Las mismas del alfabeto romano: «a», «e», «i», «o», «u». Estas 5 vocales usadas con signos diacríticos sirven para representar 6 vocales más (â, ă, ê, ô, ơ, ư).

#### Monoptongos
La tabla de los monoptongos (las vocales sencillas) abajo es un compuesto de las descripciones fonéticos de Nguyễn (1997), Thompson (1965), y Han (1966). (Ver las notas al pie de página para sus descripciones).¹ A continuación, se muestra una descripción sobre las vocales del vietnamita de Hanói (en las otras regiones de Vietnam pronuncian esos sonidos de forma distinta):
|             | Anterior | Central | Posterior |
| ----------- | -------- | ------- | --------- |
| Cerrada     | i        |         | ɯ, u      |
| Semicerrada | e        | əː      | o         |
| Semiabierta | ɛ        | ɜ       | ɔ         |
| Abierta     |          | ɐː/ ɐ   |           |
Todas las vocales son no redondeadas, excepto las tres vocales posteriores: /u/, /o/, y /ɔ/. Las vocales /ɜ/ y /ɐ/ se pronuncian muy breves, más breves que el resto. La /ɐ/ breve y la /ɐː/ larga son fonemas vocálicos diferentes. (El símbolo [ː] indica la longitud). Aún existe la cuestión de si /əː/ y /ɜ/ difieren en cualidad y longitud o sólo en longitud. La descripción que acabamos de hacer tiene en cuenta que también hay una diferencia en la calidad de los sonidos, según Thompson en (1965).
La correspondencia entre la ortografía y la pronunciación es muy complicada, donde una sola letra puede representar dos monoptongos diferentes o un monoptongo y un diptongo. El mismo monoptongo puede ser también representado por más de una letra:
| Ortografía | Valor(es) fonético(s) |  | Ortografía | Valor(es) fonético(s) |
| ---------- | --------------------- |  | ---------- | --------------------- |
| a          | /ɐː/, /ɐ/, /ɜ/        |  | o          | /ɔ/, /ɐw/, /w/        |
| ă          | /ɐ/                   |  | ô          | /o/, /ɜw/, /ɜ/        |
| â          | /ɜ/                   |  | ơ          | /əː/, /ɜ/             |
| e          | /ɛ/                   |  | u          | /u/, /w/              |
| ê          | /e/, /ɜ/              |  | ư          | /ɯ/                   |
| i          | /i/, /j/              |  | y          | /i/, /j/              |
Todas las palabras que escritas empiezan con una vocal, realmente empiezan con una pausa glotal [ʔ], la cual no aparece representada en la ortografía.

#### Diptongos y triptongos
Además de los monoptongos, el vietnamita tiene varios diptongos y triptongos. La mayoría son de una vocal seguida por /j/ o /w/. (Fonológicamente hablando, sería mejor considerarlos como una secuencia de una vocal y una consonante). La tabla a continuación de este texto (Nguyễn 1997) indica los diptongos y triptongos del dialecto de Hanói, con sus correspondientes signos ortográficos.
| /ɜ/ Diptongo | Ortografía     |  | /j/ Di-/Triptongo | Ortografía |  | /w/ Di-/Triptongo | Ortografía     |
| /iɜ/         | ia, ya, iê, yê |  | /əːj/             | ơi         |  | /iw/              | iu (ưu)        |
| /ɯɜ/         | ưa, ươ         |  | /ɜj/              | ây, ê      |  | /ew/              | êu             |
| /uɜ/         | ua, uô         |  | /ɐːj/             | ai         |  | /ɛw/              | eo             |
|              |                |  | /ɐj/              | ay, a      |  | /əːw/             | ơu             |
|              |                |  | /ɯj/              | ưi         |  | /ɜw/              | âu, ô          |
|              |                |  | /uj/              | ui         |  | /ɐːw/             | ao             |
|              |                |  | /oj/              | ôi         |  | /ɐw/              | au, o          |
|              |                |  | /ɔj/              | oi         |  | /ɯw/              | ưu             |
|              |                |  | /ɯɜj/             | ươi        |  | /iɜw/             | iêu, yêu (ươu) |
|              |                |  | /uɜj/             | uôi        |  | /ɯɜw/             | ươu            |
/j/ nunca sucede a vocales frontales (/i/, /e/, /ɛ/). /w/ nunca sigue a vocales redondeadas (/u/, /o/, /ɔ/). 
Thompson (1965) dice que en Hanói, las palabras con los fonemas «ưu» y «ươu» se pronuncian como /iw/ y /iɜw/, respectivamente, mientras que en otros dialectos del delta de Tonkin se pronuncian como /ɯw/ y /ɯɜw/. Los hablantes de Hanói que pronuncian estas palabras como /ɯw/ y /ɯɜw/ están usando una pronunciación por fonemas, algo que no menciona Nguyễn (1997).
Thompson también indica que en Hanói, los diptongos, «iê» /iɜ/, «ươ» /ɯɜ/, «uô» /uɜ/, pueden pronunciarse como /ie/, /ɯəː/, y /uo/, respectivamente (según los que sugieren la pronunciación por fonemas), pero delante de /k/ y /ŋ/ siempre se pronuncian /iɜ/, /ɯɜ/, /uɜ/. Nguyễn sólo dice que siempre se pronuncian como: /iɜ/, /ɯɜ/, /uɜ/.

### Consonantes
Según Hanói:
|             |           | Labial | Alveolar | Palatal | Velar | Glotal |
| ----------- | --------- | ------ | -------- | ------- | ----- | ------ |
| Nasales     | Nasales   | m      | n        | ɲ       | ŋ     |        |
| Oclusivas   | Sorda     | p      | t        | c       | k     | ʔ      |
| Oclusivas   | Aspirada  |        | tʰ       |         |       |        |
| Oclusivas   | Implosiva | ɓ      | ɗ        |         |       |        |
| Fricativas  | Sordas    | f      | s        |         | x     | h      |
| Fricativas  | Sonoras   | v      | z        |         | ɣ     |        |
| Aproximante | Centrales | w      |          |         | j     |        |
| Aproximante | Laterales |        |          | l       |       |        |

|            | Bilabial | Alveolar   | Retroflejas | Palatal | Velar | Glotal |
| Oclusivas  | p/b      | t/d, [th]* | t           | [ty]    | k     |        |
| Fricativas | f/v      | s/z        | s/z         | Z       | x/[Y] | h      |
| Nasales    | m        | n          |             | ñ       | N     |        |
| Líquidas   |          | l          |             |         |       |        |
- /th/ es una oclusiva alveolar aspirada, sorda.

## La gramática
Como muchas lenguas del sudeste asiático, el vietnamita es una lengua analítica. No usa la morfología para indicar el caso, el género, el número o el tiempo, como la mayoría de las lenguas europeas (y como resultado no distingue entre los verbos conjugados y verboides). Es decir, en vez de cambiar palabras internamente para indicar tales funciones gramaticales, el vietnamita usa partículas gramaticales separadas y estructuras sintácticas.
Las que siguen son algunas frases en vietnamita con glosas y traducciones en español:
| Giáp                 | là  | sinh viên. |
| Giáp                 | ser | estudiante |
| «Giáp es estudiante» |     |            |
| Mai                   | rất | cao. |
| Mai                   | muy | alto |
| «Mai es muy alta» [3] |     |      |
| Người                                       | đó  | là  | anh             | nó. |
| persona                                     | eso | ser | (mayor) hermano | él  |
| «Esa persona es su hermano» (hermano de él) |     |     |                 |     |
| Con                                  | chó   | này  | chẳng | bao giờ    | sủa    | cả.         |
| clasificador                         | perro | esto | no    | alguna.vez | ladrar | en.absoluto |
| «Este perro nunca ladra en absoluto» |       |      |       |            |        |             |
| Nó                                       | chỉ  | ăn    | cơm    | Việt Nam | thôi. |
| él                                       | solo | comer | comida | Vietnam  | solo  |
| «Él solamente come la comida vietnamita» |      |       |        |          |       |
| Cái                                     | thằng        | chồng  | em               | nó | chẳng | ra    | gì. |
| focalización                            | clasificador | esposo | yo (como esposa) | él | no    | salir | qué |
| «Ese esposo mío, él no sirve para nada» |              |        |                  |    |       |       |     |
| Tôi                         | thích  | cái          | con          | ngựa    | đen.  |
| yo (genérico)               | gustar | focalización | clasificador | caballo | negro |
| «Me gusta el caballo negro» |        |              |              |         |       |

## El vocabulario
Como resultado de mil años de dominación china, parte del vocabulario vietnamita referente a la ciencia y la política deriva del chino. No obstante, mantiene un vocabulario básico más parecido a otros idiomas de su familia.

## El sistema de escritura

Los 6 tonos se representan con acentos diacríticos

Actualmente, el idioma escrito usa el alfabeto vietnamita (quốc ngữ o «escritura nacional»), basado en el alfabeto latino. Siendo originalmente una romanización de dicho idioma, fue introducido en el siglo XVII por un misionero jesuita proveniente de Francia, llamado Alexandre de Rhodes (1591-1660), basándose en el trabajo previo de los misioneros portugueses Gaspar do Amaral y António Barbosa. Se popularizó con la ocupación francesa del siglo XIX, y en el siglo XX prácticamente todos los escritos se hacían en quốc ngữ.
Antes de la invasión por parte de los franceses, los dos primeros sistemas de escritura en vietnamita se basaron en la escritura china:
- el juego de caracteres ideográficos chinos estándar, llamado chữ nho (caracteres escolares, 字儒): se usaba para escribir literatura china
- una complicada variante, conocida como chữ nôm (caracteres del sur/lengua madre, 字喃) con caracteres que no se encuentran en el chino. Este sistema se adaptaba mejor a los aspectos fonéticos en los que se diferencian el vietnamita y el chino.

La escritura china estándar, chữ nho, era usada más frecuentemente, mientras que la escritura chữ nôm era utilizada por los miembros de la élite educada (era necesario saber leer chữ nho para poder leer chữ nôm). Ambos sistemas de escritura han caído en desuso en la actualidad en Vietnam, y el sistema chữ nôm prácticamente ha desaparecido. Los seis tonos en vietnamita son:
| Símbolo ASCII | Nombre ASCII | Nombre Unicode | Descripción                 | Vocal simple Unicode (a) |
| ------------- | ------------ | -------------- | --------------------------- | ------------------------ |
|               | Ngang        | Ngang          | ningún tono (llano)         | aⓘ                       |
| /             | Sa('c        | Sắc            | ascendente                  | áⓘ;                      |
| `             | Huye^`n      | Huyền          | descendente                 | àⓘ                       |
| ?             | Ho?i         | Hỏi            | profundo                    | ảⓘ                       |
| ~             | Nga~         | Ngã            | profundo (pero no tan bajo) | ãⓘ                       |
| .             | Na(.ng       | Nặng           | bajo, glotal                | ạⓘ                       |

Las marcas de los tonos se escriben arriba de la vocal a la que afectan, con la excepción de Nặng, donde el punto va debajo de la vocal. Por ejemplo, el apellido común Nguyễn comienza con SAMPA /N/ (este sonido es difícil para los hispanohablantes de poner al comienzo de una palabra), y es seguido por algo aproximado a la palabra inglesa «win». La tilde ~ indica un tono profundo; empieza algo bajo, desciende en el rango del tono (pitch), luego asciende al final de la palabra.
El vietnamita, habiendo desarrollado una morfología aislante característica de las lenguas monosilábicas, como se evidencia por su rico sistema tonal y diptongos silábicos y triptongos concebidos para diferenciar palabras de una sola sílaba, no obstante, retiene muchas características de una lengua polisilábica, como se evidencia en el hecho de que más de la mitad de su vocabulario consta de palabras multisilábicas y compuestas.
1.	Tono ngang: tiene el contorno casi llano con una bajada ligera al final. Se llama también bằng o không dấu.
2.	Tono huyền: tiene el F0 gradual.
3.	Tono ngã: tiene un patrón global creciente pero está interrumpido por una glotalización en el medio. Por eso, está dividido en 3 partes: una bajada corta, un silencio y una subida brusca.
4.	Tono hỏi: baja gradualmente, luego sube hasta el nivel original.
5.	Tono sắc: se llama tono creciente porque tiene una bajada ligera al principio acompañada por una subida brusca al final.
6.	Tono nặng: tiene una bajada corta interrumpida por una glotalización. (Đỗ, Trần y Boulakia, 1998)

## Un ejemplo
Este texto forma las primeras seis líneas de Truyện Kiều, un poema épico por el famoso poeta Nguyễn Du, 阮攸 (1765-1820). Originalmente se escribió en Nôm (con el nombre de 金雲翹), y hoy en día lo hace también en Vietnamita, con bastante frecuencia.
Trăm năm trong cõi người ta,
Chữ tài chữ mệnh khéo là ghét nhau.
Trải qua một cuộc bể dâu,
Những điều trông thấy mà đau đớn lòng.
Lạ gì bỉ sắc tư phong,
Trời xanh quen thói má hồng đánh ghen.
- Los primeros 224 versos (para ver los próximos, pulsa en câu 225 - 416, etc.)

### Traducción en español
Cuatro veintenas y dos decenas, o... cien años en el reino de la gente
dentro de ese corto espacio de la vida del hombre,
Talento y Destino es equilibrar en conflicto amargo.
Girar océanos a moras del campo: una escena desolada!
Más regalos, menos fortuna, de tal manera que es ley de la naturaleza.
Y el cielo azul es conocido hacer envidioso a las mejillas rosadas.
Posible traducción de Nguyễn Thanh Phong
(Trăm năm) trong (cõi) (người ta),
Cien años en el mundo de la gente,  
(Chữ tài) (chữ mệnh) (khéo là) (ghét) nhau.
Talento y Destino probablemente (se odian) unos a los otros.
(Trải qua) một (cuộc bể dâu),
Experimentar la penuria y sufrimiento, 
Expresión: Cuộc bể dâu significa penurias y sufrimiento.
Por ejemplo: La mujer experimenta las dificultades de su trabajo de parto cuando da a luz a su hijo. En vietnamita se dice: Ella experimenta uno 'cuộc bể dâu' 
(Những điều) (trông thấy) mà (đau đớn lòng). Lo que ha visto es desgarrador.    
Note: Những điều trông thấy = Những điều được trông thấy = lo que ha visto
Lạ gì (bỉ sắc tư phong),
Su belleza y nobleza no es una sorpresa,
lạ gì: no hay sorpresa bỉ sắc: hermosa mujer (antigua palabra) tư phong: nobleza, la gente distinguida, especialmente la de buena educación y clase social 
alta. (antigua palabra)
Expresión: Bỉ sắc tư phong en este contexto significa Mujer noble. También significa el  principio fundamental de la vida negativo y positivo.
(Trời xanh) (quen thói) (má hồng) (đánh ghen).
Dios tienes la costumbre de envidiarla.
Trời xanh: Dios, cielo azul quen thói: tener la costumbre de má hồng: mejilla rosa, pero en este contexto quiere decir una chica (palabra coloquial).
En vietnamita, la gente dice má hồng (mejilla rosada), gót hồng (talón rosa), tóc dài (cabello largo) para referirse a una mujer joven. đánh ghen: envidiar
Tienes que combinar las dos oraciones para entender correctamente: Lạ gì bỉ sắc tư phong,
Trời xanh quen thói má hồng đánh ghen. 
Significa: No hay sorpresa, ella es tan hermosa y noble que Dios tiene que envidiar.
Nota: 
Este tipo de poema se llama Thơ Sáu Tám o Lục Bát, que significa Seis Ocho poemas porque la primera oración consta de seis palabras y la segunda consta de ocho palabras. Observe la coma en la primera oración. Es necesario leerlos en pareja para comprender el significado.